# Wadsworth Falls State Park
Wadsworth Falls State Park (auch einfach: Wadsworth Falls) ist ein State Park auf dem Gebiet der Städte Middletown und Middlefield im US-Bundesstaat Connecticut. Der Park liegt in der nordöstlichen Ecke von Middlefield und  erstreckt sich über die Stadtgrenze nach Middletown, mit dem Haupteingang an der Route 157.

## Geographie
Der Park bedeckt eine Fläche von 115 ha und verfügt über mehrere Wanderwege. Der Coginchaug River, ein Zufluss des Connecticut River, durchquert den Park.
Es besteht die Möglichkeit zum Picknicken und es gibt einen kleinen Badesee mit zementiertem Grund. Das Wasser kommt aus Quellen in der Nähe des Coginchaug River. Eine kleine Brücke führt zu den Wasserfällen am Wadsworth Brook. Ein weiterer Bach im Park ist der Laurel Grove Brook. Unter den Sandsteinschichten des Portland Arkose tritt an manchen Stellen Hampden Basalt zu Tage.

## Die Wadsworth Falls
Wadsworth Falls liegen auf der dem Haupteingang gegenüberliegenden Seite des Parks und können mit dem Auto über die Cherry Hill Road erreicht werden. Die Wadsworth Falls sind ca. 9 m (30 feet) hoch, und 16 m (52 feet) lang. Das Wasser ergießt sich über Sandsteinbänke.

## Geschichte
Die Wasserfälle wurden nach Clarence C. Wadsworth benannt, einem Oberst der New York National Guard. Ihm gehörte das Land, auf dem der Park sich heute erstreckt. Wadsworth hatte einen guten Ruf als Wissenschaftler und beschäftigte sich hauptsächlich mit Linguistik. Nachdem er sich in Middletown niedergelassen hatte, wo er in der Nähe der Wesleyan University war, machte er es sich zur Aufgabe, die Wadsworth Falls unter Schutz zu stellen. Mit seinem Testament gründete er die Rockfall Corporation, die mit dem Schutz der Landschaft, Pflanzen und Tiere auf seinem Anwesen beauftragt wurde. 1942 wurden 108 ha des Landes an den State of Connecticut übergeben.

## Das Mansion
Auch wenn es nicht zum Land des State Parks gehört, liegt das Long Hill Estate mansion, das einst Clarence C. Wadsworth gehörte in unmittelbarer Nähe des Parks ⊙. Es kann auf Wanderwegen besucht werden. Heute befindet es sich in Privatbesitz und wird nach umfassenden Renovierungsarbeiten als Veranstaltungsraum genutzt.